# مارتن ستار
مارتن ستار  (بالإنجليزية: Martin Starr) مواليد 30 يوليو 1982 في سانتا مونيكا، كاليفورنيا، الولايات المتحدة، هو ممثل أمريكي بدأ مسيرته الفنية عام 1992.

## الأعمال
- حبلت
- سيء جدا
- هولك الخارق
- مواضيعي
- هذه هي النهاية
- وادي السيليكون

## وصلات خارجية
- مارتن ستار على موقع IMDb (الإنجليزية)
- مارتن ستار على موقع روتن توميتوز (الإنجليزية)
- مارتن ستار على موقع ألو سيني (الفرنسية)
- مارتن ستار على موقع ميوزك برينز (الإنجليزية)
- مارتن ستار على موقع قاعدة بيانات الأفلام السويدية (السويدية)
- مارتن ستار على موقع قاعدة بيانات الفيلم (الإنجليزية)